# جین ترل
جین ترل (انگلیسی: Jean Terrell؛ زادهٔ ۲۶ نوامبر ۱۹۴۴) یک موسیقی‌دان اهل ایالات متحده آمریکا است. وی از سال ۱۹۶۹ میلادی تاکنون مشغول فعالیت بوده‌است.